# Bồ Ba
Bồ Ba (sinh tháng 11 năm 1963) là cựu chính trị gia người Trung Quốc và từng giữ chức Phó Tỉnh trưởng tỉnh Quý Châu. Ông đã bị cách chức vào tháng 5 năm 2018 và bị Ủy ban Kiểm tra Kỷ luật Trung ương và Ủy ban Giám sát Quốc gia điều tra.

## Sự nghiệp
Bồ Ba sinh tháng 11 năm 1963. Năm 1978, ông vào học Trường Lâm nghiệp tỉnh Tứ Xuyên (nay là Đại học Nông nghiệp Tứ Xuyên). Sau khi tốt nghiệp Trường Lâm nghiệp tỉnh Tứ Xuyên, ông làm cán bộ Viện nghiên cứu Lâm nghiệp và Văn phòng Thương mại nông nghiệp ở địa khu Nam Sung. Tháng 9 năm 1987, Bồ Ba được nhận vào Học viện Sư phạm Nam Sung, nơi ông học khoa tiếng Trung Quốc. Sau khi tốt nghiệp Học viện Sư phạm Nam Sung, ông làm việc ở Ủy ban Nông nghiệp địa khu Nam Sung. Sau đó, ông chuyển đến làm cán bộ ở địa khu Quảng An và huyện Vũ Thắng.
Năm 1999, Bồ Ba được bổ nhiệm làm Phó Thị trưởng Quảng An, sau đó ông được thăng chức lên vị trí Trưởng Ban Tuyên truyền Thành ủy Quảng An năm 2003.
Năm 2006, ông được chuyển đến Châu tự trị dân tộc Di Lương Sơn và được bổ nhiệm làm Phó Châu trưởng Châu tự trị dân tộc Di Lương Sơn, sau đó ông được bổ nhiệm làm Phó Bí thư Thành ủy, Thị trưởng Ba Trung năm 2008.
Năm 2010, ông được bổ nhiệm làm Phó Trưởng Ban Tổ chức Tỉnh ủy Tứ Xuyên. Năm 2015, ông được bổ nhiệm giữ chức Bí thư Thành ủy Đức Dương. Trong nhiệm kỳ làm Bí thư Thành ủy của Bồ Ba, ông mời Arnold Schwarzenegger làm đại sứ tuyên truyền toàn cầu văn hóa Tam Tinh Đôi.
Ngày 22 tháng 1 năm 2018, Bồ Ba được chuyển đến Quý Dương, thủ phủ của tỉnh Quý Châu và được bổ nhiệm giữ chức Phó Tỉnh trưởng tỉnh Quý Châu, với trách nhiệm về bảo vệ môi trường, đất đai và tài nguyên, nhà ở, xây dựng thị trấn và huyện, công nghiệp và thương mại, giám sát chất lượng và kỹ thuật.

## Điều tra
Ngày 4 tháng 5 năm 2018, Bồ Ba bị Ủy ban Kiểm tra Kỷ luật Trung ương, cơ quan kỷ luật nội bộ của đảng và Ủy ban Giám sát Quốc gia, cơ quan chống tham nhũng cao nhất của Cộng hòa Nhân dân Trung Hoa điều tra, vì "vi phạm nghiêm trọng các quy định và pháp luật". Ngày 2 tháng 11 năm 2018, ông bị khai trừ khỏi Đảng Cộng sản Trung Quốc.